# Challenge de France féminin 2008-2009
Navigation
Édition précédente Édition suivante
Le Challenge de France féminin 2008-2009 est la 8e édition du Challenge de France féminin.
Il s'agit d'une compétition à élimination directe ouverte à tous les clubs de football français ayant une équipe féminine, organisée par la Fédération française de football (FFF) et ses ligues régionales.
La finale a eu lieu le 5 juin 2009 au Stade de Gerland à Lyon, et a été remporté par le Montpellier HSC face au Mans UC sur le score de trois buts à un.

## Déroulement de la compétition
| Nom                                                          | Dates retenues   | Équipes participantes | Équipes restantes |
| Phase régionale                                              | Phase régionale  | Phase régionale       | Phase régionale   |
| ------------------------------------------------------------ | ---------------- | --------------------- | ----------------- |
| Selon les ligues                                             | Selon les ligues | -                     | 56                |
| Phase fédérale (entrée en lice des 24 équipes de Division 2) |                  |                       |                   |
| 1er tour                                                     | 4 janvier 2009   | 80                    | 40                |
| 2e tour                                                      | 25 janvier 2009  | 40                    | 20                |
| Phase finale (entrée en lice des 12 équipes de Division 1)   |                  |                       |                   |
| Seizièmes de finale                                          | 15 février 2009  | 32                    | 16                |
| Huitièmes de finale                                          | 15 mars 2009     | 16                    | 8                 |
| Quarts de finale                                             | 29 mars 2009     | 8                     | 4                 |
| Demi-finales                                                 | 21 avril 2009    | 4                     | 2                 |
| Finale                                                       | 5 juin 2009      | 2                     | 1                 |

## Premier tour fédéral
Le premier tour fédéral est marqué par l'entrée en lice des 24 clubs de deuxième division qui rejoignent les 20 clubs de troisième division et les 36 clubs de division d'honneur déjà qualifiés pour ce tour de la compétition.
Les rencontres ont lieu le week-end du 4 janvier 2009, à l’exception de sept rencontres jouées durant les semaines suivantes et sont marquées par la performance du RC Saint-Jean-de-Védas, club de division d'honneur qui élimine le FCF Monteux, pensionnaire de division 2.
| Date       | Club (division)                                   | Score           | Club (division)                            |
| ---------- | ------------------------------------------------- | --------------- | ------------------------------------------ |
| 04/01/2009 | SC Abbeville (Division d'Honneur)                 | 3-0             | AS Saint-Quentin (Division d'Honneur)      |
| 04/01/2009 | CBOSL Football (Division 3)                       | 3-9             | CPBB Rennes (Division 2)                   |
| 10/01/2009 | Arbois Sports (Division d'Honneur)                | 3-1             | Chaumont ASPTT (Division d'Honneur)        |
| 04/01/2009 | ES Arpajonnaise (Division 3)                      | 6-0             | FCE Arlac (Division 3)                     |
| 04/01/2009 | SC Arthez Lacq (Division d'Honneur)               | 2-3             | AS muretaine (Division 2)                  |
| 04/01/2009 | JS Bassin Aveyron (Division d'Honneur)            | 0-11            | Rodez AF (Division 2)                      |
| 04/01/2009 | CS Mars Bischheim (Division 2)                    | 3-0             | Saint-Memmie Olympique (Division 2)        |
| 18/01/2009 | US Blanzynoise (Division d'Honneur)               | 0-11            | Tours FC (Division 2)                      |
| 04/01/2009 | ES Bonchamp (Division d'Honneur)                  | 1-11            | FA Laval (Division 3)                      |
| 04/01/2009 | ES Cormelles-le-Royal (Division 3)                | 2-2 (Tab : 4-2) | Blanc-Mesnil SF (Division 3)               |
| 04/01/2009 | FC Domont (Division d'Honneur)                    | 1-4             | Stade raismois (Division d'Honneur)        |
| 04/01/2009 | ASSF Épinal (Division d'Honneur)                  | 5-1             | FC Rossfeld (Division d'Honneur)           |
| 04/01/2009 | ESM Gonfreville-l'Orcher (Division d'Honneur)     | 1-3             | Évreux ACF (Division 2)                    |
| 04/01/2009 | Herblay FAS (Division d'Honneur)                  | 0-7             | Arras FCF (Division 3)                     |
| 04/01/2009 | FF Issy (Division 3)                              | 4-3             | COM Bagneux (Division 2)                   |
| 04/01/2009 | ESOFV La Roche-sur-Yon (Division 2)               | 4-0             | Corne USC (Division 3)                     |
| 18/01/2009 | FC La Rochette Vaux le Pénil (Division d'Honneur) | 0-1             | SC Tours Nord (Division 3)                 |
| 04/01/2009 | US Véore (Division 3)                             | 2-0             | Celtic de Marseille (Division d'Honneur)   |
| 18/01/2009 | Le Mans UC (Division 2)                           | 4-0             | Saint-Herblain OC (Division 2)             |
| 04/01/2009 | USF Le Puy (Division d'Honneur)                   | 2-1             | Aulnat Sportif (Division 2)                |
| 04/01/2009 | Leers omnisports (Division 3)                     | 2-2 (Tab : 3-2) | AC Halluin (Division d'Honneur)            |
| 04/01/2009 | Limoges LF (Division 2)                           | 2-0             | ESTC Poitiers (Division 3)                 |
| 04/01/2009 | CA Lisieux (Division 3)                           | 1-0             | FC Tremblay-en-France (Division d'Honneur) |
| 04/01/2009 | AS Mignaloux-Beauvoir (Division d'Honneur)        | 2-4             | ES Blanquefortaise (Division 2)            |
| 04/01/2009 | AS Nancy-Lorraine (Division 3)                    | 0-6             | AS Algrange (Division 2)                   |
| 04/01/2009 | CS Nivolas-Vermelle (Division d'Honneur)          | 1-3             | RCF Mâcon (Division 3)                     |
| 04/01/2009 | Nîmes Métropole Gard (Division 3)                 | 2-1             | PFFC Aubagne (Division d'Honneur)          |
| 04/01/2009 | ES 16e Paris (Division d'Honneur)                 | 0-5             | US Gravelines (Division 2)                 |
| 04/01/2009 | US Pont de l'Arche (Division d'Honneur)           | 1-4             | AS Montigny (Division 2)                   |
| 04/01/2009 | Rhône-Crussol Foot (Division d'Honneur)           | 1-1 (Tab : 3-4) | Rousset Sport (Division d'Honneur)         |
| 11/01/2009 | FC Rouen (Division 2)                             | 2-2 (Tab : 3-4) | VGA Saint-Maur (Division 2)                |
| 11/01/2009 | ASC Saint-Apollinaire (Division 2)                | 1-1 (Tab : 3-4) | US Orléans (Division 3)                    |
| 25/01/2009 | Plaine Revermont Football (Division d'Honneur)    | 5-0             | AS Chelles (Division d'Honneur)            |
| 04/01/2009 | Comminges Saint-Gaudens FC (Division d'Honneur)   | 0-8             | ASPTT Albi (Division 2)                    |
| 04/01/2009 | RC Saint-Jean-de-Védas (Division d'Honneur)       | 1-1 (Tab : 4-2) | FCF Monteux (Division 2)                   |
| 04/01/2009 | US Saint-Malo (Division d'Honneur)                | 0-2             | ASF Les Verchers (Division 2)              |
| 04/01/2009 | FC Templemars (Division d'Honneur)                | 0-2             | US Compiègne (Division 2)                  |
| 03/01/2009 | ES Troyes AC (Division d'Honneur)                 | 1-3             | Besançon RC (Division 3)                   |
| 04/01/2009 | ASPTT Vannes (Division 3)                         | 1-1 (Tab : 2-1) | FC Lorient (Division d'Honneur)            |
| 04/01/2009 | FC Woippy (Division d'Honneur)                    | 4-0             | AS Mussig (Division d'Honneur)             |

## Deuxième tour fédéral
Lors du deuxième tour il ne reste plus que 17 clubs de deuxième division accompagnés de 14 clubs de troisième division et de 9 clubs de division d'honneur.
Les rencontres ont lieu le 25 janvier 2009 à l'exception de six matchs qui se jouent la semaine suivante, et sont marquées par la performance de l'Arbois Sport, club de division d'honneur, qui élimine le Besançon RC, pensionnaire de division 3.
| Date       | Club (division)                                | Score           | Club (division)                     |
| ---------- | ---------------------------------------------- | --------------- | ----------------------------------- |
| 01/02/2009 | SC Abbeville (Division d'Honneur)              | 1-2             | US Compiègne (Division 2)           |
| 25/01/2009 | ASPTT Albi (Division 2)                        | 3-2             | Limoges LF (Division 2)             |
| 25/01/2009 | AS Algrange (Division 2)                       | 1-2             | CS Mars Bischheim (Division 2)      |
| 01/02/2009 | Arras FCF (Division 3)                         | 7-2             | Leers omnisports (Division 3)       |
| 25/01/2009 | Besançon RC (Division 3)                       | 1-1 (Tab : 2-3) | Arbois Sports (Division d'Honneur)  |
| 01/02/2009 | ES Blanquefortaise (Division 2)                | 1-1 (Tab : 5-6) | AS muretaine (Division 2)           |
| 31/01/2009 | Évreux ACF (Division 2)                        | 1-3             | AS Montigny (Division 2)            |
| 25/01/2009 | RCF Mâcon (Division 3)                         | 1-1 (Tab : 3-4) | SC Tours Nord (Division 3)          |
| 25/01/2009 | FF Issy (Division 3)                           | 5-0             | ES Cormelles-le-Royal (Division 3)  |
| 25/01/2009 | FA Laval (Division 3)                          | 0-6             | Le Mans UC (Division 2)             |
| 25/01/2009 | Stade raismois (Division d'Honneur)            | 0-2             | US Gravelines (Division 2)          |
| 25/01/2009 | CPBB Rennes (Division 2)                       | 0-4             | ESOFV La Roche-sur-Yon (Division 2) |
| 25/01/2009 | Rodez AF (Division 2)                          | 2-1             | ES Arpajonnaise (Division 3)        |
| 25/01/2009 | Rousset Sport (Division d'Honneur)             | 0-5             | US Véore (Division 3)               |
| 01/02/2009 | Plaine Revermont Football (Division d'Honneur) | 1-4             | USF Le Puy (Division d'Honneur)     |
| 25/01/2009 | RC Saint-Jean-de-Védas (Division d'Honneur)    | 0-2             | Nîmes Métropole Gard (Division 3)   |
| 25/01/2009 | VGA Saint-Maur (Division 2)                    | 4-1             | CA Lisieux (Division 3)             |
| 25/01/2009 | Tours FC (Division 2)                          | 3-1             | US Orléans (Division 3)             |
| 01/02/2009 | ASF Les Verchers (Division 2)                  | 4-2             | ASPTT Vannes (Division 3)           |
| 25/01/2009 | FC Woippy (Division d'Honneur)                 | 0-4             | ASSF Épinal (Division d'Honneur)    |

## Seizièmes de finale
Les seizièmes de finale sont marqués par l'entrée en lice des 12 clubs de la première division qui rejoignent les 12 clubs de deuxième division, les 5 clubs de troisième division et les trois petits poucets issus de division d'honneur que sont l'Arbois Sports, l'ASSF Épinal et l'USF Le Puy, déjà qualifiés pour ce tour de la compétition.
Les rencontres ont lieu le week-end du 15 février 2009 à l'exception de cinq rencontres qui se jouent les semaines suivantes et sont marquées par la performance de l'AS Montigny, club de division 2 qui élimine le FCF Hénin-Beaumont, pensionnaire de division 1, mais surtout par la performance du Mans UC également un club de division 2 qui élimine le finaliste de la précédente édition, le Paris SG.
| Date       | Club (division)                     | Score           | Club (division)                 |
| ---------- | ----------------------------------- | --------------- | ------------------------------- |
| 15/02/2009 | ASPTT Albi (Division 2)             | 0-2             | Montpellier HSC (Division 1)    |
| 22/02/2009 | Arbois Sports (Division d'Honneur)  | 0-3             | FC Vendenheim (Division 1)      |
| 15/02/2009 | Arras FCF (Division 3)              | 0-6             | FCF Juvisy (Division 1)         |
| 15/02/2009 | CS Mars Bischheim (Division 2)      | 3-4             | RC Saint-Étienne (Division 1)   |
| 15/02/2009 | US Compiègne (Division 2)           | 1-1 (Tab : 5-6) | VGA Saint-Maur (Division 2)     |
| 01/03/2009 | ASSF Épinal (Division d'Honneur)    | 1-3             | US Véore (Division 3)           |
| 15/02/2009 | US Gravelines (Division 2)          | 2-0             | FF Issy (Division 3)            |
| 15/02/2009 | ESOFV La Roche-sur-Yon (Division 2) | 0-5             | FCF Condéen (Division 1)        |
| 15/02/2009 | Le Mans UC (Division 2)             | 1-1 (Tab : 4-3) | Paris SG (Division 1)           |
| 22/02/2009 | USF Le Puy (Division d'Honneur)     | 0-13            | Olympique lyonnais (Division 1) |
| 22/02/2009 | AS Montigny (Division 2)            | 0-0 (Tab : 4-1) | FCF Hénin-Beaumont (Division 1) |
| 15/02/2009 | AS muretaine (Division 2)           | 0-5             | Toulouse FC (Division 1)        |
| 15/02/2009 | Nîmes Métropole Gard (Division 3)   | 1-2             | ASJ Soyaux (Division 1)         |
| 15/02/2009 | Tours FC (Division 2)               | 1-1 (Tab : 2-4) | ASF Les Verchers (Division 2)   |
| 15/02/2009 | SC Tours Nord (Division 3)          | 1-3             | Stade Briochin (Division 1)     |
| 22/02/2009 | FCF Nord Allier Yzeure (Division 1) | 4-1             | Rodez AF (Division 2)           |

## Huitièmes de finale
Lors des huitièmes de finale il ne reste plus que 10 clubs de première division accompagnés de 5 clubs de deuxième division et de l'US Véore, dernier club de troisième division.
Les rencontres ont lieu le 15 mars 2009 et voient la logique des tirages respectée avec la qualification des favoris de chaque rencontre.
| Date       | Club (division)               | Score           | Club (division)                     |
| ---------- | ----------------------------- | --------------- | ----------------------------------- |
| 15/03/2009 | FCF Condéen (Division 1)      | 3-2             | AS Montigny (Division 2)            |
| 15/03/2009 | US Véore (Division 3)         | 1-2             | RC Saint-Étienne (Division 1)       |
| 15/03/2009 | Le Mans UC (Division 2)       | 1-1 (Tab : 8-7) | US Gravelines (Division 2)          |
| 15/03/2009 | VGA Saint-Maur (Division 2)   | 0-8             | Olympique lyonnais (Division 1)     |
| 15/03/2009 | ASJ Soyaux (Division 1)       | 1-3             | FCF Juvisy (Division 1)             |
| 15/03/2009 | Toulouse FC (Division 1)      | 2-6             | Montpellier HSC (Division 1)        |
| 15/03/2009 | FC Vendenheim (Division 1)    | 0-3             | FCF Nord Allier Yzeure (Division 1) |
| 15/03/2009 | ASF Les Verchers (Division 2) | 0-1             | Stade Briochin (Division 1)         |

## Quarts de finale
Lors des quarts de finale il ne reste plus que 7 clubs de première division et Le Mans UC, dernier club de deuxième division.
À ce stade, les trois favoris pour la victoire finale sont l'Olympique lyonnais, le FCF Juvisy et le Montpellier HSC, qui occupent également les trois premières places de première division depuis quasiment le début de la saison.
Les rencontres ont lieu le 29 mars 2009 à l'exception du match entre l'Olympique lyonnais et le RC Saint-Étienne qui se joue en même temps que l'autre demi-finale à cause des indisponibilités des lyonnaises liées à la coupe féminine de l'UEFA 2008-2009.
Seul représentant non-issus de première division, Le Mans UC continue d’impressionner en sortant le FCF Condéen qui évolue à l'échelon supérieur.
| Date       | Club (division)                     | Score           | Club (division)               |
| ---------- | ----------------------------------- | --------------- | ----------------------------- |
| 29/03/2009 | Le Mans UC (Division 2)             | 2-1             | FCF Condéen (Division 1)      |
| 12/04/2009 | Olympique lyonnais (Division 1)     | 3-0             | RC Saint-Étienne (Division 1) |
| 29/03/2009 | Stade Briochin (Division 1)         | 0-1             | Montpellier HSC (Division 1)  |
| 29/03/2009 | FCF Nord Allier Yzeure (Division 1) | 0-0 (Tab : 2-4) | FCF Juvisy (Division 1)       |

## Demi-finales
Lors des demi-finales il ne reste plus que trois clubs de première division et Le Mans UC, seul club de deuxième division.
Les rencontres ont lieu le 12 avril 2009 et le 30 avril 2009 et sont marquées par l’exceptionnelle performance du Mans UC qui élimine le FCF Juvisy pourtant troisième de première division et devient le premier club de seconde division à atteindre la finale de la compétition.
| Date       | Club (division)              | Score           | Club (division)                 |
| ---------- | ---------------------------- | --------------- | ------------------------------- |
| 12/04/2009 | Le Mans UC (Division 2)      | 1-0             | FCF Juvisy (Division 1)         |
| 30/04/2009 | Montpellier HSC (Division 1) | 0-0 (Tab : 4-3) | Olympique lyonnais (Division 1) |

## Finale
La finale entre le Montpellier HSC et Le Mans UC a lieu au stade de Gerland à Lyon, le 5 juin 2009 en lever de rideau du match amical international masculin France-Turquie.
| 5 juin 2009 | Le Mans UC      | 1-3   | Montpellier HSC                                                  | Stade de Gerland, Lyon                       |                                              |
|             | 70e Cindy Dufeu | (0-2) | 16e Marie-Laure Delie · 38e Sabrina Viguier · 46e Charlotte Lozé | Spectateurs : 4 671 Arbitrage : Noëlle Robin | Spectateurs : 4 671 Arbitrage : Noëlle Robin |
|             | Rapport         |       |                                                                  | Spectateurs : 4 671 Arbitrage : Noëlle Robin | Spectateurs : 4 671 Arbitrage : Noëlle Robin |

| G               | 1  | Laura Guilleux   |  |     |
| D               | 2  | Amélie Madiot    |  |     |
| D               | 3  | Aurélie Travers  |  | 58e |
| D               | 4  | Sophie Lechat    |  |     |
| D               | 5  | Mélodie Coudray  |  |     |
| M               | 6  | Anne-Flore Simon |  |     |
| M               | 7  | Céline Lenoir    |  | 51e |
| M               | 8  | Murielle Pannier |  |     |
| M               | 11 | Cindy Dufeu      |  |     |
| A               | 9  | Hélène Plu       |  |     |
| A               | 10 | Laura Bourgouin  |  | 86e |
| Remplacements : |    |                  |  |     |
| M               | 13 | Charlène Garry   |  | 51e |
| D               | 12 | Angéline Sergent |  | 58e |
| A               | 15 | Marine Bourgouin |  | 86e |
| Entraîneur :    |    |                  |  |     |
| Xavier Aubert   |    |                  |  |     |

| G               | 1  | Céline Deville    |  |     |
| D               | 3  | Laura Agard       |  | 62e |
| D               | 5  | Sabrina Viguier   |  |     |
| D               | 6  | Faustine Roux     |  |     |
| D               | 11 | Marion Torrent    |  |     |
| M               | 4  | Hoda Lattaf       |  | 82e |
| M               | 7  | Charlotte Lozé    |  |     |
| M               | 8  | Léa Rubio         |  |     |
| M               | 10 | Nora Hamou Maamar |  |     |
| A               | 2  | Marie-Laure Delie |  |     |
| A               | 9  | Élodie Ramos      |  | 76e |
| Remplacements : |    |                   |  |     |
| D               | 15 | Claudia Orsini    |  | 62e |
| A               | 14 | Marine De Sousa   |  | 76e |
| M               | 13 | Floriane Piraud   |  | 82e |
| Entraîneur :    |    |                   |  |     |
| Sarah M'Barek   |    |                   |  |     |